# IC 4641
IC 4641 је спирална галаксија у сазвјежђу Рајска птица која се налази на листи објеката дубоког неба у Индекс каталогу.
Деклинација објекта је - 80° 8' 50" а ректасцензија 17h 24m 10,7s. Привидна величина (магнитуда) објекта IC 4641 износи 13,1 а фотографска магнитуда 13,8. IC 4641 је још познат и под ознакама ESO 24-2, AM 1715-800, PGC 60221.